# 鬃毛利齒狐蝠
鬃毛利齒狐蝠，又名菲律賓果蝠，是一種稀有的狐蝠科，且是世界上最大型的蝙蝠。牠們正處於瀕危狀態，有可能因獵殺而滅絕。牠們只分佈在菲律賓薩蘭加尼省的洞穴及雨林內。
鬃毛利齒狐蝠是夜間活動的，翼展最少闊1.5米，重約1.2公斤。牠們可以飛行達40公里來覓食，主要吃多種的果實，尤其是無花果。由於牠們專吃果實，可以幫助傳播種子，對森林的重植有很大貢獻。
菲律賓政府正有計劃保育鬃毛利齒狐蝠，免受滅絕的威脅。牠們的數量曾逾千隻，但因失去棲息地及遭獵殺而大幅減少。